# عزالدین حداد
عزالدّین حدّاد، با کنیه ابو صهیب، شبه‌نظامی فلسطینی و از فرماندهان ارشد گردان‌های عزالدین قسام، شاخه نظامی حماس است. پس از گزارش ترور محمد سنوار و محمد شبانه در حمله ۲۰۲۵ به بیمارستان اروپایی غزه، گمان می‌رود که او رهبر حماس در نوار غزه باشد. او در حال حاضر به عنوان رئیس تیپ غزه خدمت می‌کند و بر بخش شمالی نوار غزه نظارت دارد. او در غزه به عنوان «روح گردان‌های عزالدین قسام» نیز شناخته می‌شود.
حداد، عضو شورای نظامی عمومی حماس است و در برنامه‌ریزی و اجرای عملیات نظامی علیه اسرائیل، نقش مهمی داشته است.

## اوایل زندگی و حرفه
حداد در جوانی به حماس پیوست و از زمان تأسیس آن در سال ۱۹۸۷ با این جنبش همسو بود. او دوران نظامی خود را به عنوان سرباز پیاده در تیپ غزه آغاز کرد و با طی کردن مدارج ترقی، به فرماندهی دسته و سپس فرمانده گردان رسید و در نهایت خود تیپ را رهبری کرد.

## رهبری نظامی
در مه ۲۰۲۲، در جریان عملیات سپیده دم، حداد پس از ترور فرمانده تیپ غزه، باسم عیسی، فرماندهی این تیپ را بر عهده گرفت. او از آن زمان نقش کلیدی در برنامه‌ریزی و اجرای عملیات نظامی، از جمله حمله ۷ اکتبر به اسرائیل، ایفا کرده است.
حداد به خاطر پنهان‌کاری عملیاتی‌اش شناخته می‌شود و به ندرت در ملاء عام ظاهر می‌شود. با این حال، در مه ۲۰۲۲، او در ویدئویی دیده شد که اسرائیل را تهدید می‌کرد و در ژانویه ۲۰۲۵، مصاحبه‌ای با الجزیره انجام داد و در مورد نقش خود در برنامه‌ریزی حمله ۷ اکتبر صحبت کرد.

## نقش در حمله ۷ اکتبر ۲۰۲۳
در ۶ اکتبر ۲۰۲۳، حداد فرماندهان گردان خود را گرد هم آورد و دستورات کتبی برای حمله برنامه‌ریزی شده به اسرائیل را که بعداً به عملیات طوفان‌الاقصی معروف شد، توزیع کرد. این دستورات بر اهمیت ربودن سربازان اسرائیلی و انتقال آنها به غزه تأکید داشتند. روز بعد، حماس حمله‌ای غافلگیرکننده انجام داد که منجر به تلفات قابل توجه و ربودن غیرنظامیان و سربازان اسرائیلی شد.

## هدف قرار دادن و تلاش برای ترور توسط اسرائیل
الحداد از چندین سوء قصد اسرائیل جان سالم به در برده است و یکی از فرماندهان تحت تعقیب حماس توسط اسرائیل محسوب می‌شود. او پس از رائد سعد، در رتبه دوم فهرست رهبران تحت تعقیب قسام توسط اسرائیل قرار دارد.

## وضعیت فعلی
از مه ۲۰۲۵، حداد همچنان رهبری عملیات نظامی حماس در شمال نوار غزه را بر عهده دارد و در بازسازی قابلیت‌های نظامی این گروه پس از خسارات قابل توجه در جریان درگیری‌های جاری مشارکت دارد.